# Jacques Leclercq
Jacques Leclercq (Brussel, 3 juni 1891 - Beaufays, 13 juli 1971) was een Belgisch rooms-katholieke priester, theoloog en hoogleraar aan de Katholieke Universiteit Leuven.

## Biografie
Jacques Leclercq was een telg uit de familie Leclercq. Hij was een zoon van Paul Leclercq, procureur-generaal bij het Hof van Cassatie. Hij studeerde rechten aan de Université libre de Bruxelles en promoveerde tot doctor in de rechten (1911) en doctor in de wijsbegeerte (1914) aan de Katholieke Universiteit Leuven. Hij trad vervolgens in het Grootseminarie van Mechelen in en werd in 1917 door kardinaal Désiré-Joseph Mercier tot priester gewijd. Leclercq was van 1921 tot 1938 hoogleraar moraalfilosofie en natuurrecht aan de Facultés universitaires Saint-Louis in Brussel en vanaf 1938 aan de Katholieke Universiteit van Leuven, waar hij vanaf 1926 het tijdschrift La Cité chrétienne mee oprichtte en leidde. Naast talrijke publicaties werkte hij mee aan de oprichting van de École des sciences politiques et sociales en de Société d'études politiques et sociales. In 1955 stond hij mee aan de wieg van het Centre de recherches sociologiques. Leclercq ging in 1961 met emeritaat.
Hij speelde een centrale rol in de Action catholique de la jeunesse belge en de Jeunesse universitaire catholique vanaf 1930. In 1945 was hij betrokken bij de oprichting van de Waalse regionalistisch-christelijke beweging Rénovation wallonne. Hij was een voorstander van het federalisme. In 1963 deed Leclercq onder de titel Les catholiques et la question wallonne een oproep aan Waalse katholieken om zich bij de beweging aan te sluiten.
Het gebouw waarin de faculteit Politieke en Sociale Wetenschappen van de Université catholique de Louvain is ondergebracht draagt zijn naam. In 2012 kreeg hij postuum de rang van officier in de Waalse verdienste.